# Велике Просіково
Велике Просі́ково (рос. Большое Просеково) — село у складі Варгашинського району Курганської області, Росія. Входить до складу Верхньосуєрської сільської ради.
Населення — 440 осіб (2010, 508 у 2002).